# Гай Юлий Квадрат Бас
Гай Юлий Квадрат Бас (на латински: Gaius Iulius Quadratus Bassus; * 60; † 118, Дакия) e политик и военачалник на Римската империя през края на 1 век и началото на 2 век.
Произлиза от Галация. Първо е конник и квестор, след това от 76 до 78 г. управител на провинцията Крета и Кирена. След това е в Рим едил и през 82 г. претор, 83 г. легат на XI Клавдиев легион. Участва в дакийската война на Домициан и става от 90 до 92 г. управител на Юдея.
По времето на император Траян Квадрат Бас е от май до август 105 г. суфектконсул. Като comes на императора той е легат през Втората дакийска война на Траян. След това от 107 – 112 г. той е управител на провинцията Кападокия и Галация, след това на Сирия, където участва в Партската война на Траян. През 117/118 г. той е управител на Дакия, където умира. Погребан е в Пергамон.
Той е вероятно баща на Гай Юлий Бас (консул 139 г.).